# 鄺友良
邝友良（英語：Yau Leong Fong，1906年10月15日—2004年8月18日）又可音译为海勒姆·良·邝，是美国夏威夷州商人、律师及政治家。邝友良出生在一个移民自中国广东的糖种植园工人家庭，后来成为了美国历史上第一位华裔及亚裔联邦参议员，于1959年至1976年间在任。
在1964年共和党全国代表大会期间，邝友良成为了美国历史上第一位在总统选举提名时获得代表投票的华裔政治人物。此外在参议员任职期间，邝友良致力于消除针对特定种族的移民壁垒。截至2022年，邝友良为夏威夷州唯一一位共和党籍联邦参议员。

## 早年生活及教育
邝友良出生在位于夏威夷领地瓦胡岛火奴鲁鲁市县的卡利希社区，在兄弟姐妹全部十一人中排行第七。其父邝修浩来自今天的广东省珠海市，于1872年与其他将近45,000名制糖产业工人移民至夏威夷。邝友良在其四岁时便负责摘豆子喂牛的工作，七岁时又开始通过给别人擦鞋来补贴家用。
邝友良在当地的公立学校接受教育，后于1924年毕业于麦金利高中。夏威夷最高法院历史上第一位日裔法官丸本正二是其同学。邝友良之后先是于1930年在夏威夷大学马诺阿分校取得文学学士学位，后于1935年在哈佛法学院取得法学学士学位。

## 早期职业生涯

### 法律从业及军旅生涯
在从哈佛大学回到夏威夷后，邝友良进入了火奴鲁鲁检察官办公室工作。邝友良于1938年开始了他的私人律师事务生涯，并创立了邝氏-三甫-蔡-鲁宾逊律师事务所（Fong, Miho, Choy, and Robinson）。邝友良于1942年给自己起名为哈勒姆，据说是为了纪念早期在夏威夷传教的新教传教士哈勒姆·宾厄姆一世。
第二次世界大战期间，邝友良以少校军衔在美国陆军航空军服役，并担任军法署署长。后来邝友良以上校军衔从空军预备队退役。

### 夏威夷领地期间从政
邝友良在其创立律师事务所的同一年成为了夏威夷领地众议院议员，并于1948年至1954年间担任众议院议长。在此期间，邝友良一直在努力推动夏威夷正式成为美国的州。而在1952年共和党全国代表大会期间，邝友良以领地议会议员的身份出任此次大会的代表。
不过在之后的选举中，民主党人成功夺得了夏威夷领地议会的多数席位，至此邝友良结束了他在领地议会的政治生涯。离职后，邝友良又创立了多家公司。

### 早期创业
1952年，邝友良和其他五个夏威夷家庭创立了一家名为金融因素的公司，是夏威夷最早的产业及消费贷款公司之一，旨在为越来越多寻求创办新企业和购房的少数族裔提供服务。

## 联邦参议员生涯

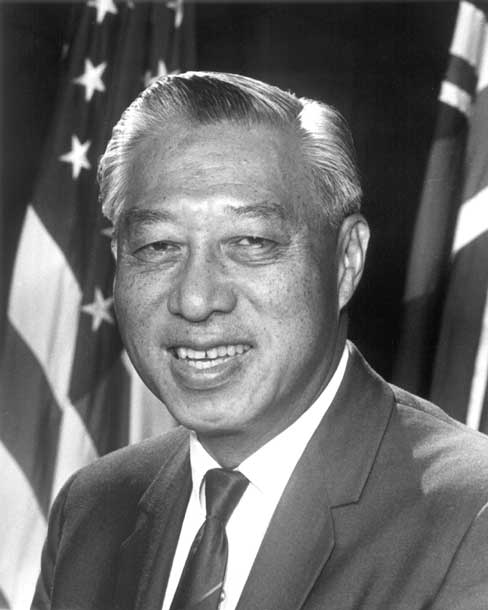
职业生涯后期的邝友良

在夏威夷州于1959年加入联邦后，邝友良与声望极高民主党籍前领地总督奥伦·E·朗共同成为了该州最初的两位联邦参议员。根据《华盛顿邮报》的说法，邝友良的成功部分原因归功于国际码头和仓库联盟的支持。邝友良在担任参议员期间被视为温和派共和党人，他支持林登·约翰逊总统所提出的很多“伟大社会”倡议，其中包括在1965年提出的联邦医疗保险。
在1959年的选举中，邝友良以52.9%对47.1%的得票率击败了民主党候选人弗兰克·法西。在1964年的选举中，邝友良以53%对46.4%的得票率击败了民主党候选人托马斯·吉尔。而在1970年的选举中，邝友良又以51.6%对48.4%的得票率击败了民主党候选人塞西尔·赫夫特尔得以再度连任。不过邝友良最终在1976年时决定不再连任，随后民主党人松永正幸接替了他的职位。

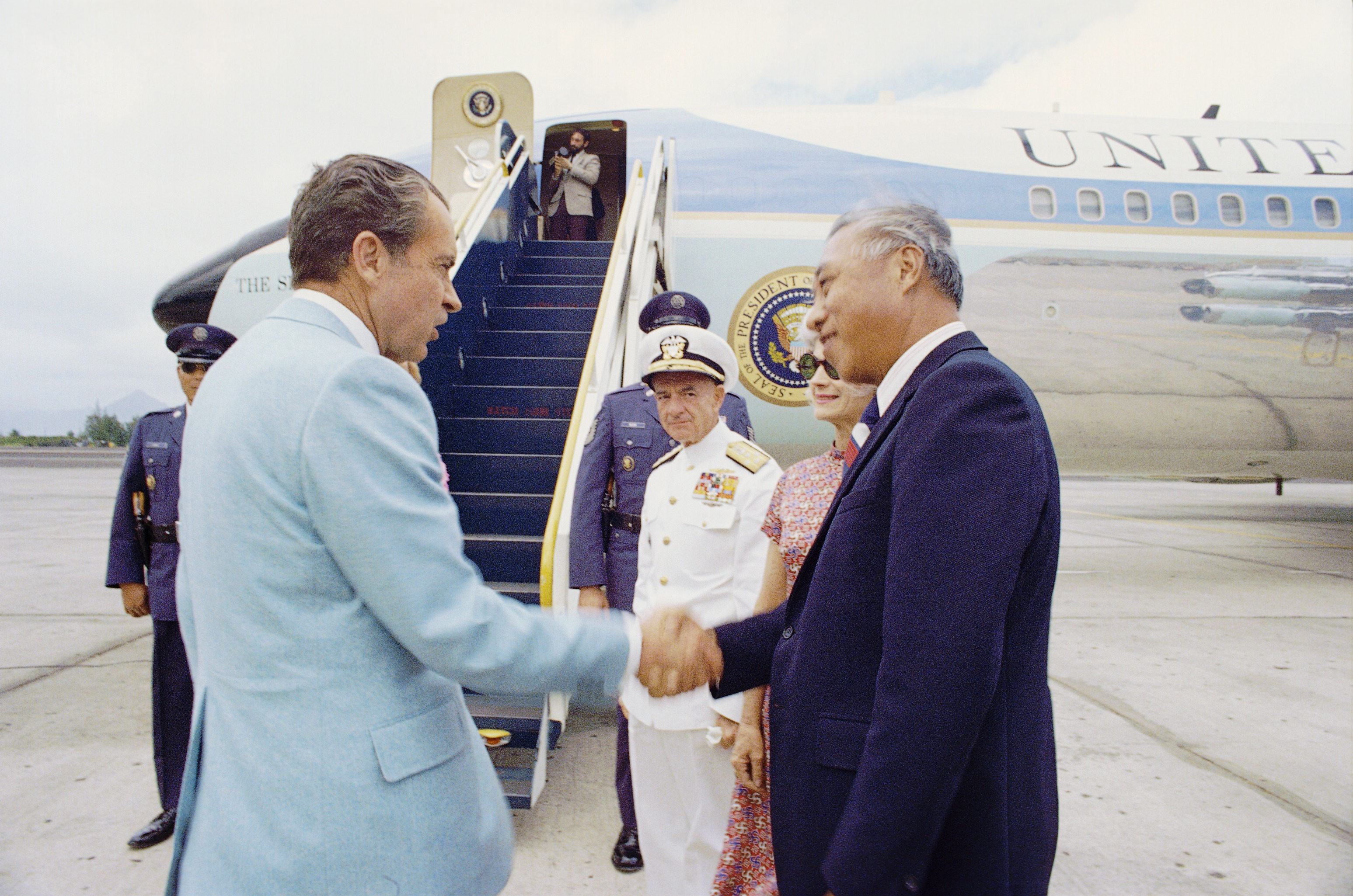
1972年迎接邝友良参议员的尼克松总统

### 党派政治
邝友良于1964年和1968年两次在共和党全国代表大会上被评为政治宠儿，他更是在1964年共和党全国代表大会成为了美国历史上第一位获得总统提名代表投票的亚裔。在此次大会上，邝友良获得了夏威夷州和阿拉斯加州代表团的投票。
在房地产行业发生丑闻后，邝友良曾为时任住房和城市发展部长的乔治·罗姆尼辩护，不过这一举动招来了现场观众的嘘声。
时任美国副总统的理查德·尼克松在1960年访问夏威夷时曾发表演说称，“美国梦不仅只是一场梦，它是可以实现的，邝友良的事迹便是对此最好的证明。”

### 公民权利和移民议题
在担任参议员期间，邝友良投票赞同1960年、1964年和1968年的民权法案，并支持《美国宪法第二十四修正案》。此外邝友良还支持《1965年选举法案》，并提出设立监票员以保证其顺利执行。在提名瑟古德·马歇尔成为美国最高法院大法官时，邝友良亦投票对其表示支持。
在就《1965年移民及国籍法》辩论时，邝友良针对亚裔移民是否会改变美国文化模式的质疑做出了如下回应：
“亚裔目前仅占美国总人口的千分之六……关于日裔，我们估计五年后的总人口数将达到大约5,391人……亚裔的人口数永远不会达到美国总人口数的1%……这意味着就美国而言，我们的文化模式永远不会被其改变。”

### 外交政策
在越南战争期间，邝友良经常对这场战争表达直言不讳的支持，导致了很多亚裔选民的不满。根据《火奴鲁鲁星报》的说法，邝友良对越战的支持使其在1970年最后一次参选连任时失去了大量的选票。

## 个人生活及逝世
邝友良为基督教公理会信徒。他于1938年与妻子罗瑞银结婚，婚后共育有四子。自邝友良从参议院退休后，他就一直面临着法律和财政方面的困难，他的儿子甚至因家族企业问题与之对簿公堂。最后，这对夫妇于2003年宣布破产。邝友良一直在打理着一个占地725英畝（293公頃）的植物园，该园于1998年对外开放。2004年8月18日，邝友良因肾衰竭在位于火奴鲁鲁的家中逝世，后被安葬于努阿努纪念公园。时任夏威夷州州长琳达·林格尔下令降半旗以示哀悼。